# Arppeanum
L'Arppeanum  est un bâtiment à l'angle des rues Snellmaninkatu et Hallituskatu, au nord-est de la place du Sénat, dans le quartier de Kruununhaka à Helsinki.

## Histoire
Le bâtiment, construit par l'architecte suédois Carl Albert Edelfelt, a été inauguré en 1869. Il servait alors de laboratoire et de musée pour le département de chimie de l'Université d'Helsinki, ainsi que de quartier d'habitation pour le professeur de chimie,. Il hébergeait également la collection minéralogique de l'université ainsi que le musée d'ethnographie. Par la suite, les départements de physique, de géologie, d'agriculture et de sylviculture ont également occupé le bâtiment, parallèlement au département de chimie. Le dernier département à quitter le bâtiment est celui de géologie, parti en 2001.
Les différentes collections ont été peu à peu agrégées pour former le musée de l'université d'Helsinki, qui a occupé le bâtiment jusqu'à 2014. Le bâtiment est alors réformé par le secrétariat du gouvernement (Valtioneuvoston Kanslia), qui déplace les collections dans le nouveau musée de l'université et transforme l'Arppeanum en ensemble de bureaux et de salles de réunions. Les bureaux accueillent environ 180 fonctionnaires de diverses administrations, centralisés dans un environnement de travail en open-space,, afin de réduire les coûts.
L'Arppeanum est le premier bâtiment de Finlande à avoir été conçu et construit spécifiquement comme musée. Il a hébergé successivement le musée de chimie, de minéralogie, d'ethnographie, de sculpture et d'ornithologie de l'université d'Helsinki.
Il est nommé en mémoire de Adolf Edvard Arppe.

## Architecture
De l'extérieur, le bâtiment prend des airs de palais vénitien, suivant la mode de Hambourg au XIXe siècle. Il comporte un rez-de-chaussée et trois étages, en pierre rose-orangée. Les cadres des fenêtres ont une voûte arrondie. Le bâtiment s'articule autour d'un escalier monumental en fer forgé richement décoré et orné de moulures en bois,. Les murs de l'escalier sont décorés de manière à représenter diverses couleurs de marbre.
Lors de la transformation en bureaux, la majeure partie de l'architecture intérieure a été préservée. Le cabinet Davidsson Tarkela a été chargé de réaménager les locaux afin de les adapter à un usage en tant que bureaux. Cette rénovation a coûté environ 4,8 millions d'euros.

## Galerie

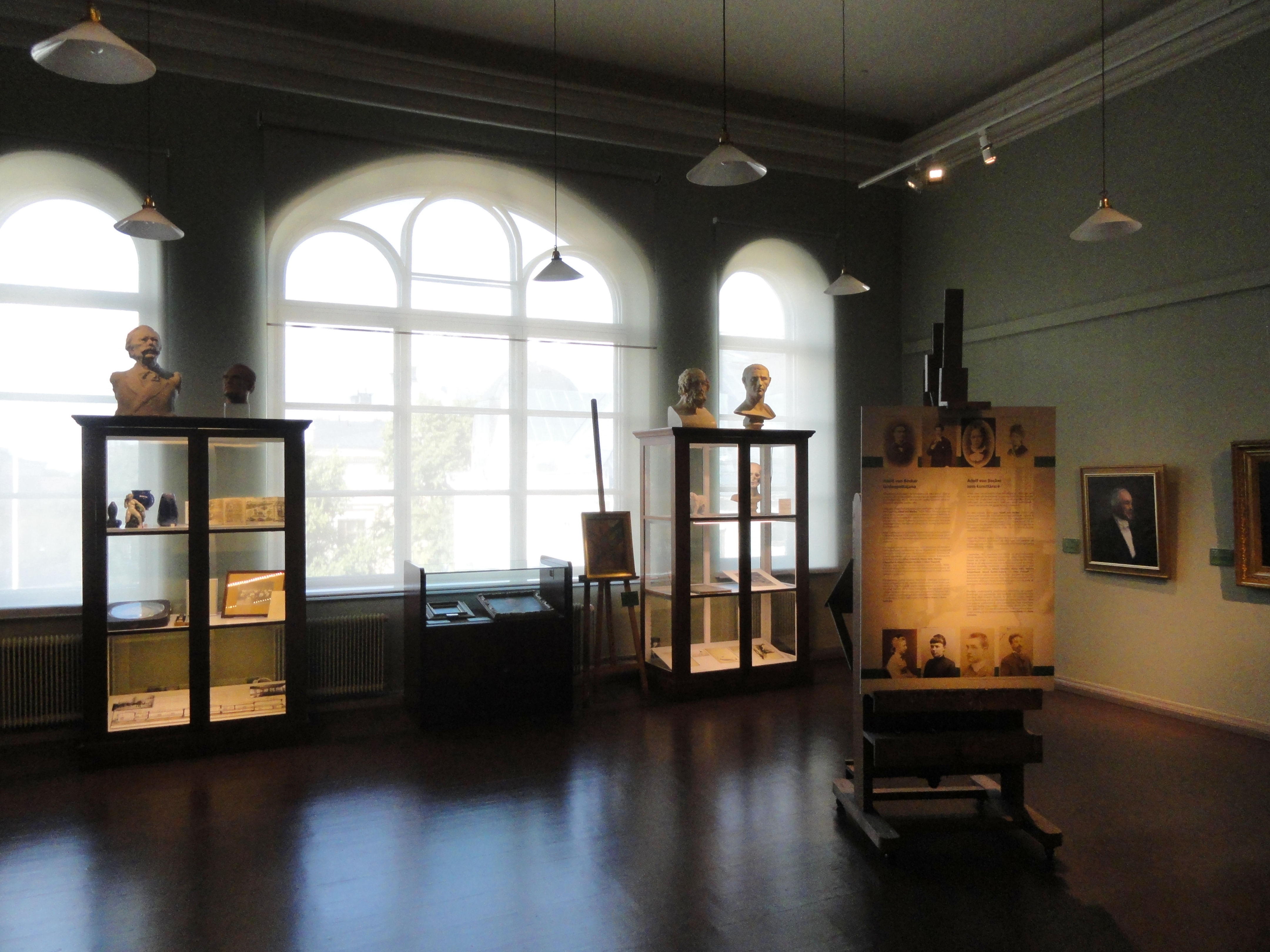
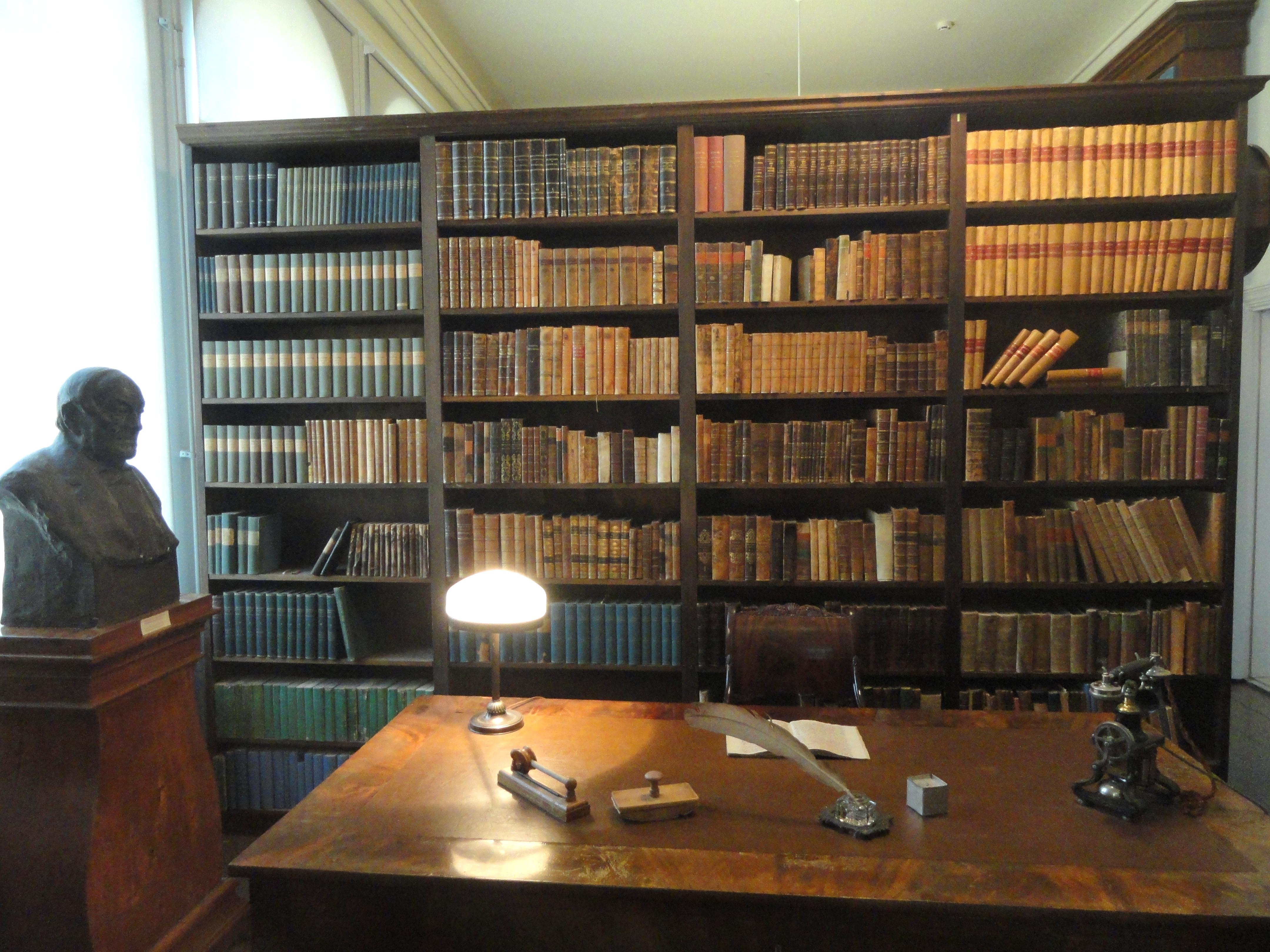
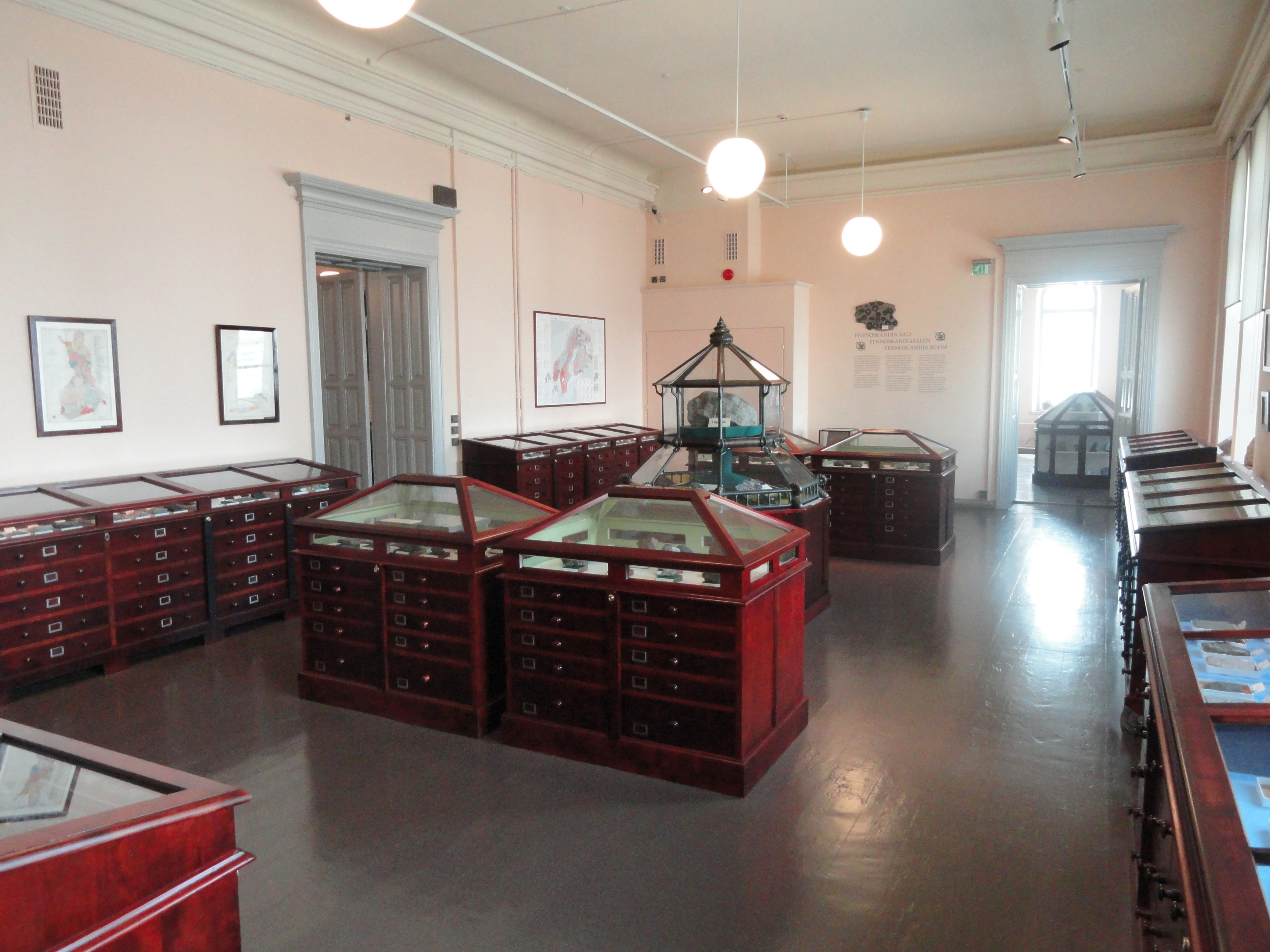
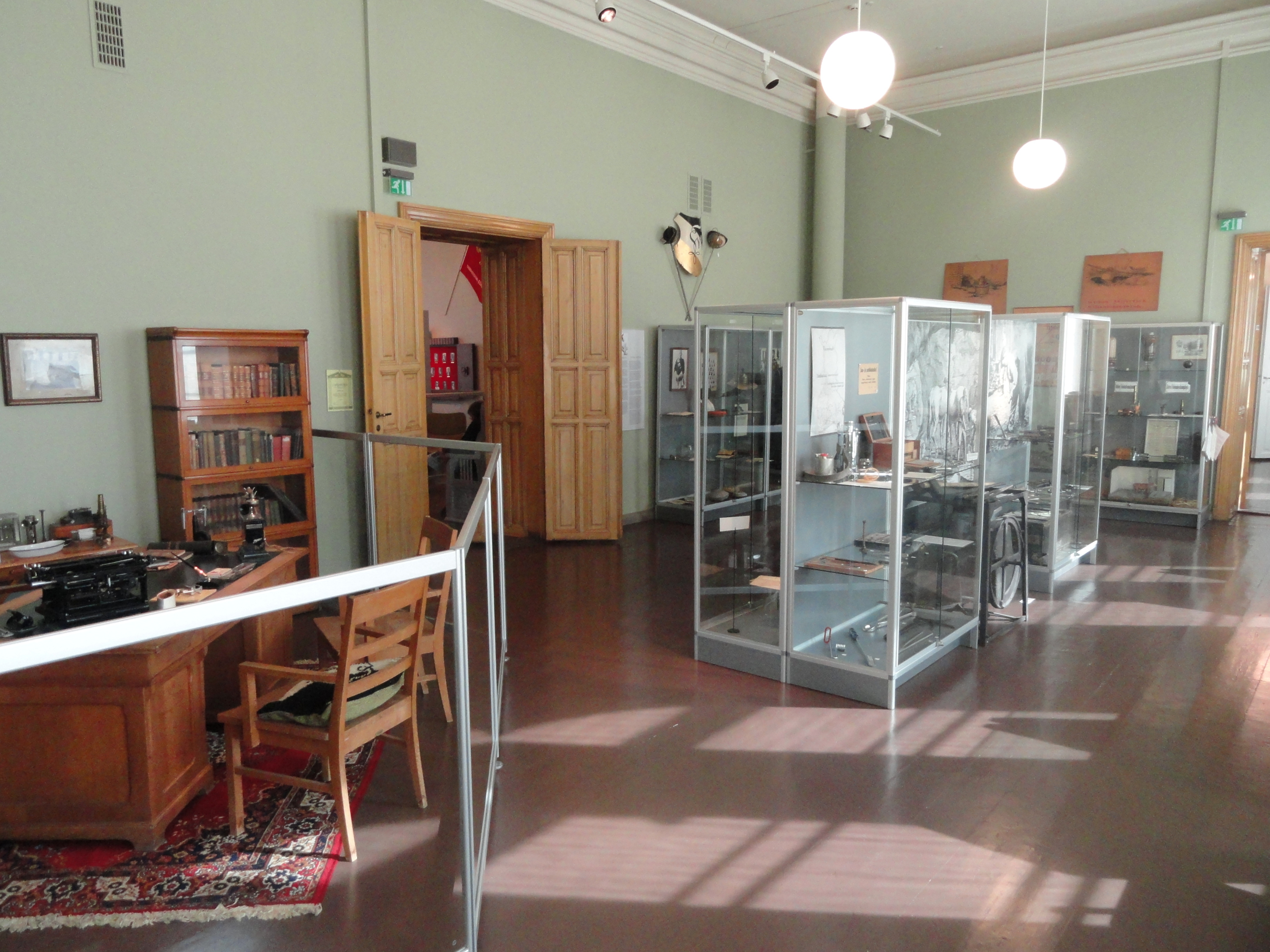
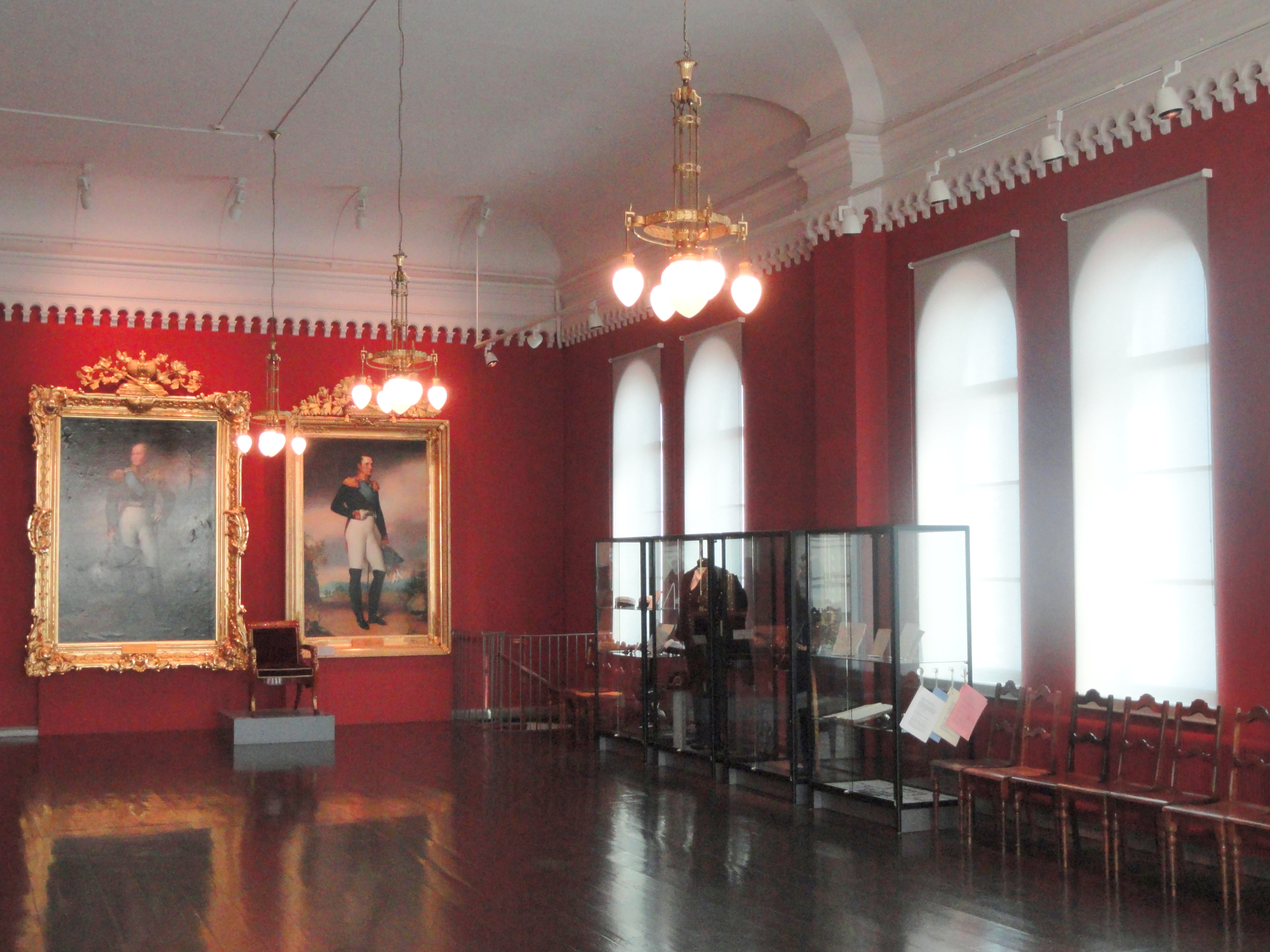
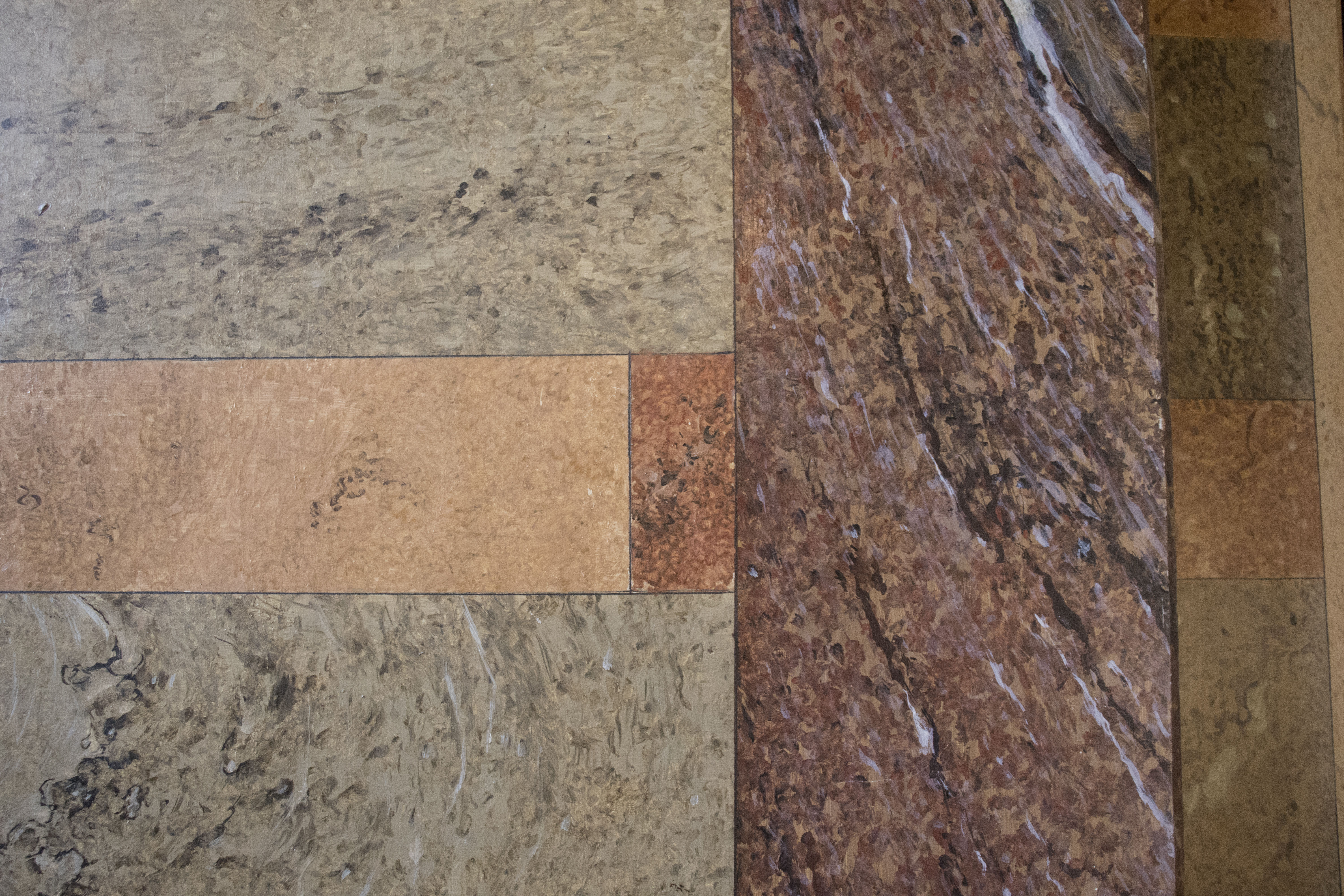
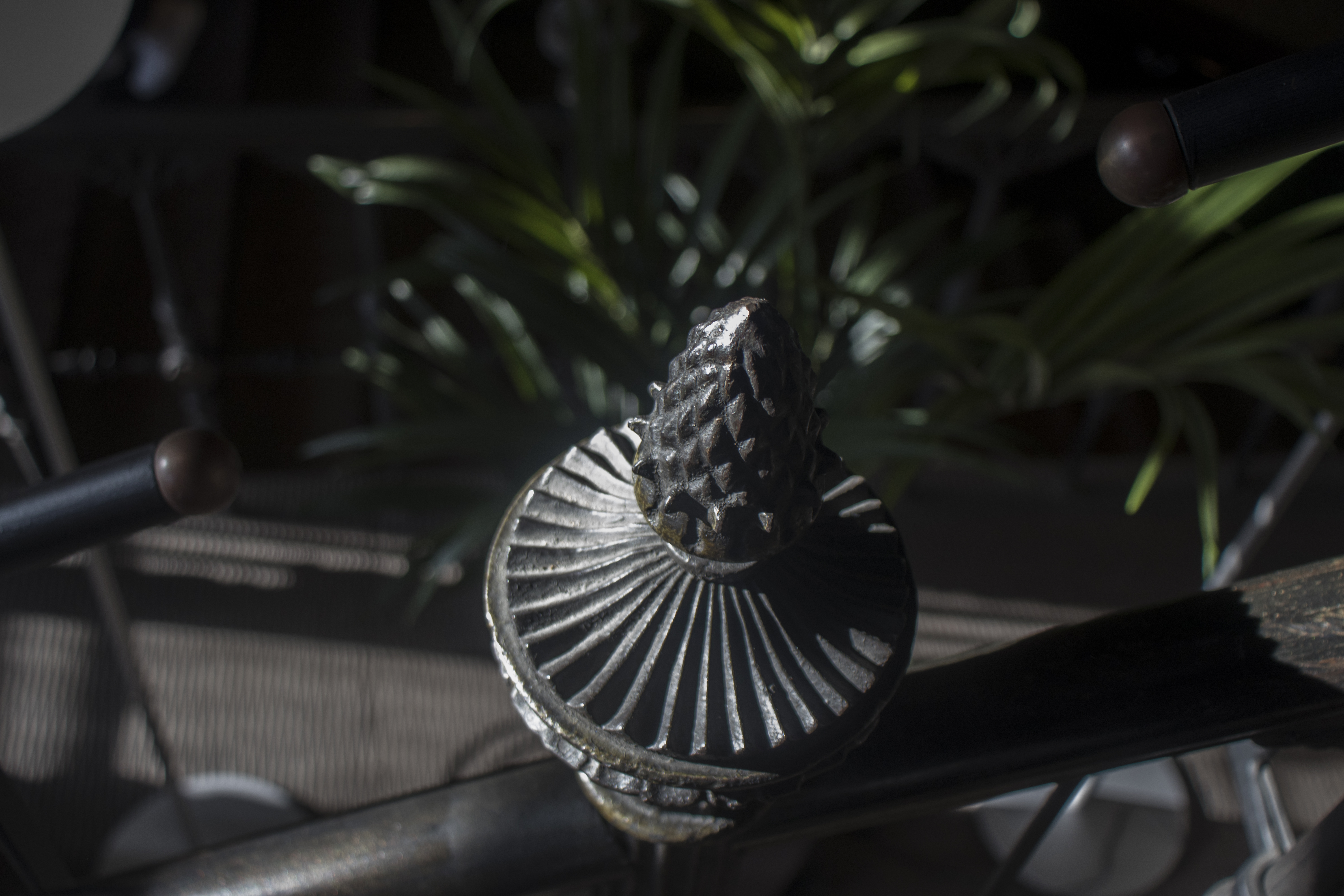
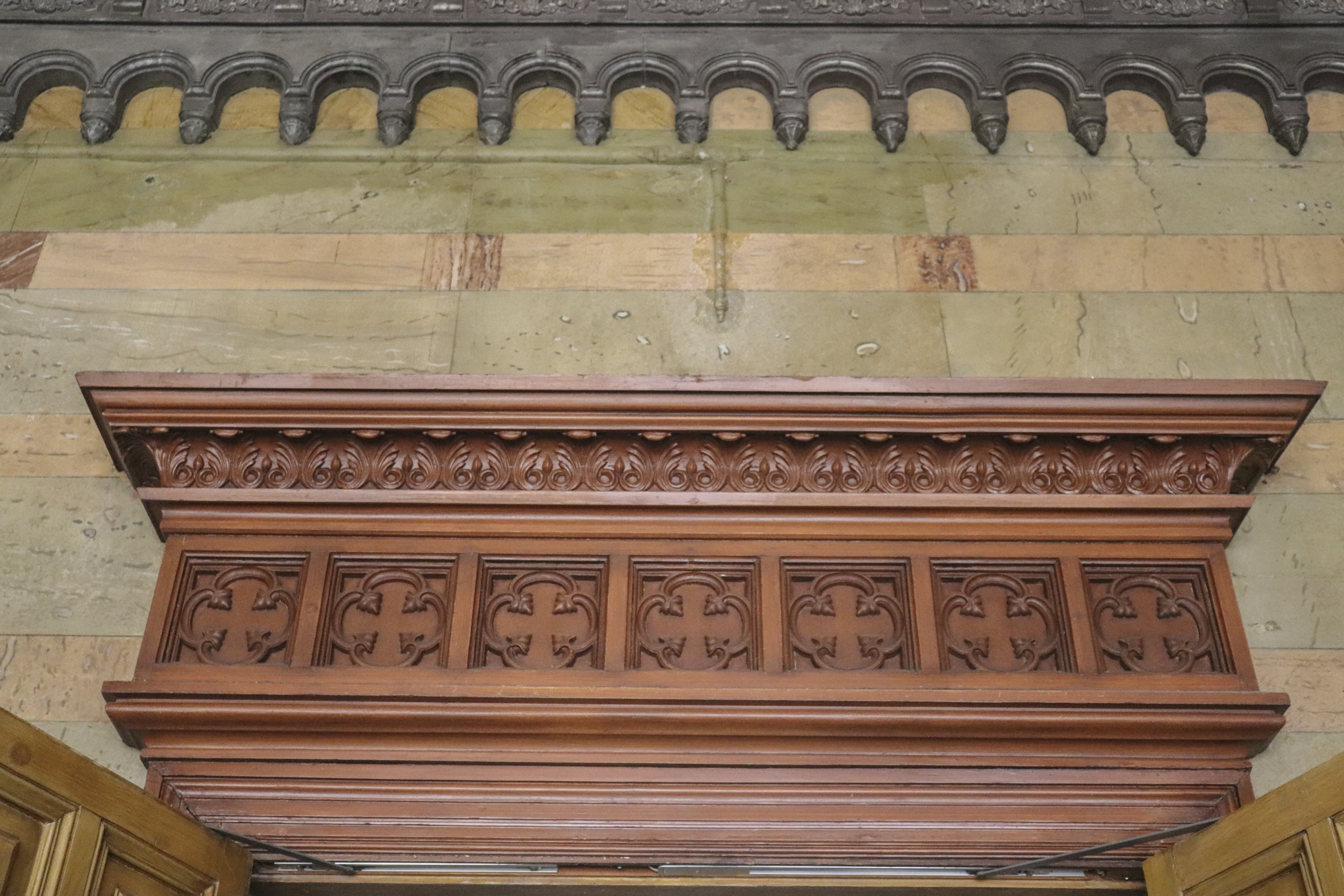
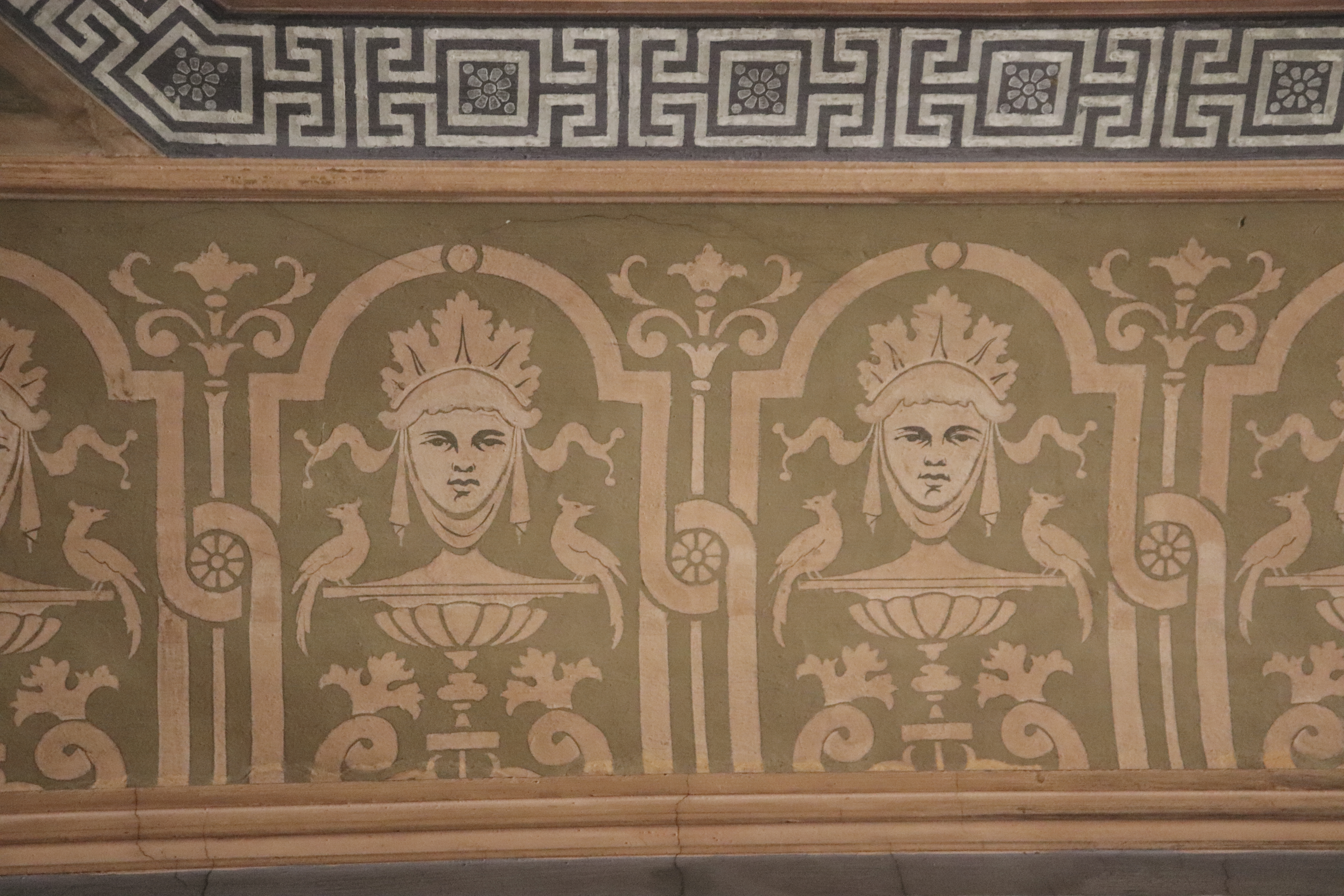
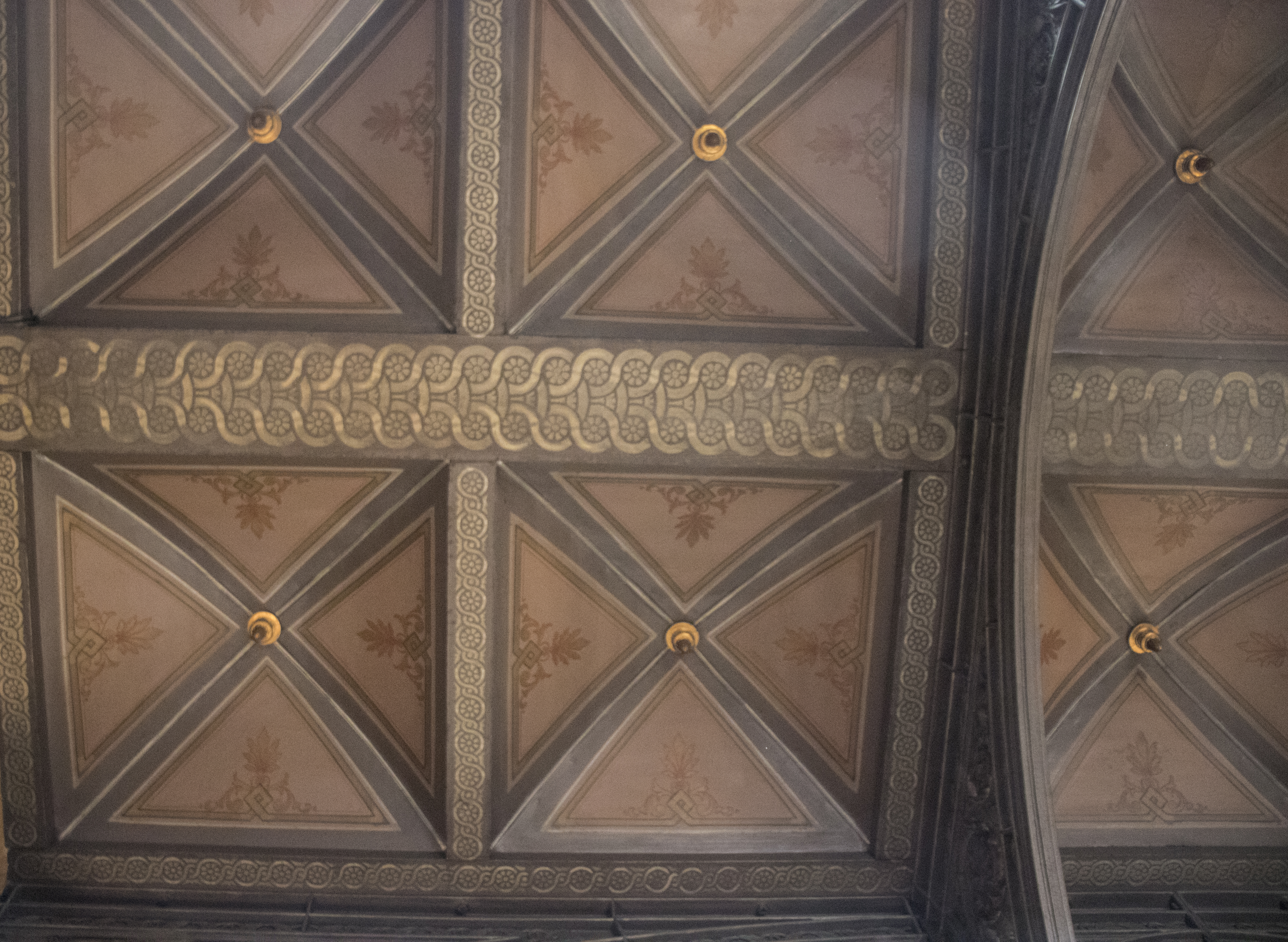